# London City (voetbalclub)
London City is een Canadese voetbalclub uit London in Ontario.
De club werd opgericht in 1973 en is daarmee de oudste nog bestaande professionele voetbalclub uit Canada en de Verenigde Staten.